# Vincenzo Dorsa
Vincenzo Dorsa (ur. 26 lutego 1823 we Frascineto, zm. 4 grudnia 1855 lub 1885 w Cosenzy) – włoski nauczyciel, pisarz, polityk i duchowny katolicki, z narodowości Arboresz.

## Życiorys
Urodził się dnia 26 lutego 1823 roku we Frascineto we wpływowej arboreskiej rodzinie o poglądach liberalnych i przeciwnych wobec rządzącej Królestwem Obojga Sycylii dynastii Burbonów; ojciec Francesco był prawnikiem, natomiast matka Vittoria była wnuczką Domenico Bellusciego.
W młodości zaangażował się w działalność Albańskiego Przebudzenia Narodowego. Uczył się w rzymskim Sant'Adriano al Foro, w 1840 roku przeszedł do Pontificio Collegio Urbano de Propaganda Fide, jednak porzucił tam naukę już rok później. Pracował następnie jako nauczyciel języka greckiego oraz łacińskiego w liceum Telesio w Cosenzy.
Jego utwór pod tytułem La tradizione Greco Latina negli usi e nelle credenze popolari della Calabria Citeriore został w 1883 roku przetłumaczony na język niemiecki.

## Utwory
- I Vangelo di San Matteo tradotto dal greco nel diletto calabro albanese di Frascineto[3]
- La tradizione Greco Latina negli usi e nelle credenze popolari della Calabria Citeriore[3][1]
- Studi etimologici della lingua albanese[1]
- Sulla genesi e progresso del Diritto Romano e sua influenza sullo svolgimento della civiltà moderna. Pensieri di Cesare Marini.[3]
- Le nozze albanesi (1844)[5]
- Sulla poesia Albanese (1844)[6]
- Lettere Romane dirette a Panfiltate (1847)[3][1]
- Su gli albanesi, ricerche e pensieri (1847/1848)[4][3][1]